# كيفن أوكونيل (لاعب كرة قدم أمريكية)
كيفن أوكونيل (بالإنجليزية: Kevin O'Connell)‏ هو لاعب كرة قدم أمريكية أمريكي، ولد في 25 مايو 1985 في نوكسفيل في الولايات المتحدة.

## وصلات خارجية
- كيفن أوكونيل على موقع مرجع كرة القدم المحترفة.كوم (الإنجليزية)